# 百蔵山
百蔵山（ももくらやま）は、山梨県大月市にある山。標高は1003.4メートル。山梨百名山の一つ。当山の東側の扇山、北東側の権現山とをあわせて郡内三山という。

## 概要
相模川水系の桂川と支流の葛野川の合流地点の北にある。山頂からの展望に恵まれ、大月市街、猿橋周辺、中央本線新桂川橋梁などが一望できる。富士山の眺望は秀麗富嶽十二景の一つに選定されている。

## 桃太郎伝説
山の名と近隣の地名から、桃太郎伝説がある。隣の山の扇山のふもとに犬目集落（上野原市）があり、桂川沿いに鳥沢集落、猿橋集落がある。仲間をそろえた桃太郎は、九鬼山に鬼退治に出かけた、というもの。

## 主な登山コース
- JR東日本中央本線猿橋駅から登山口の市営グラウンドまで徒歩40分。登山口から山頂まで1時間50分[4]。
- 扇山山頂から西へ大久保山・カンバノ頭・コタラ山を経て山頂まで2時間[4]。

## 参考画像

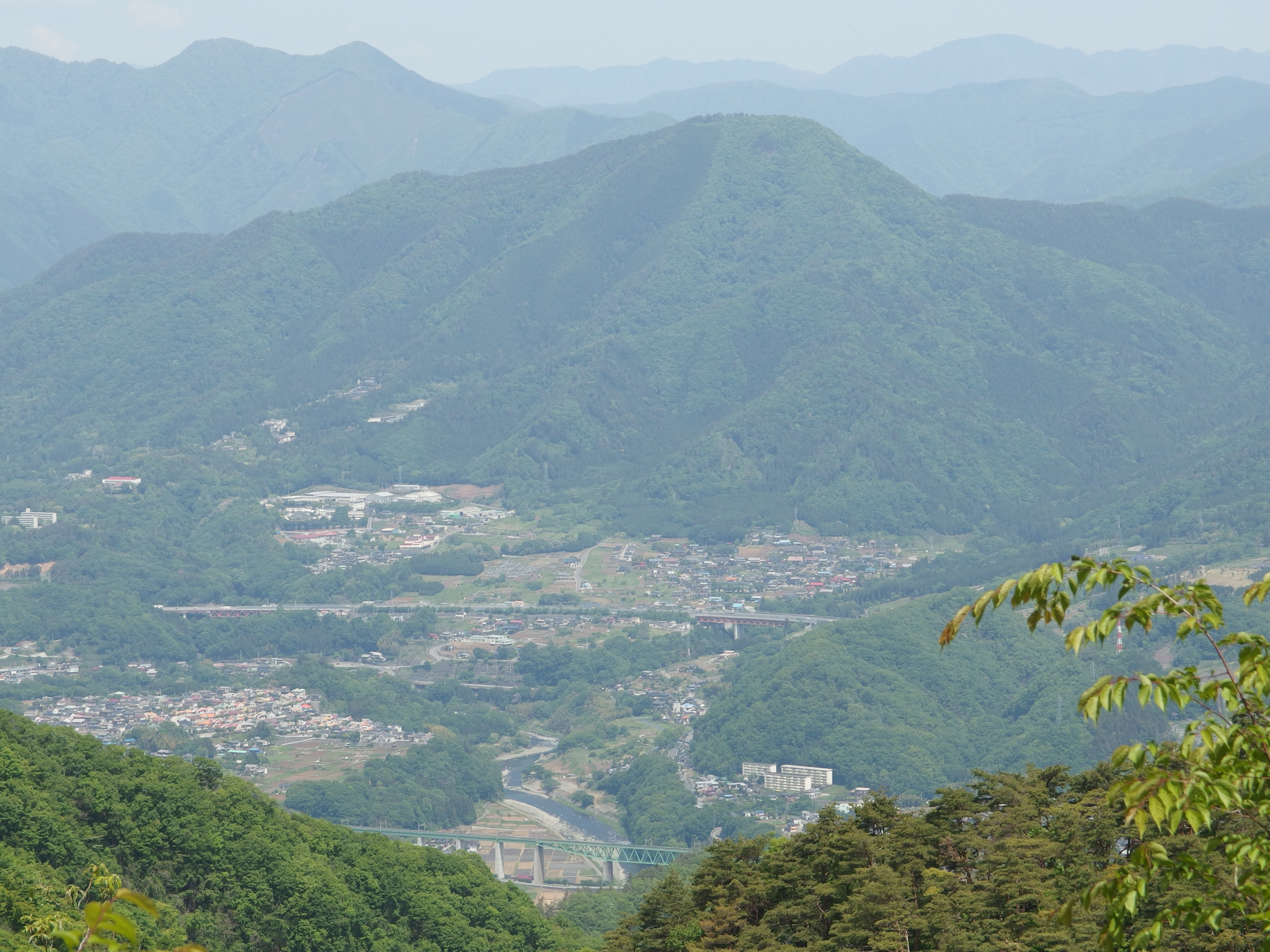
南南東から見た百蔵山
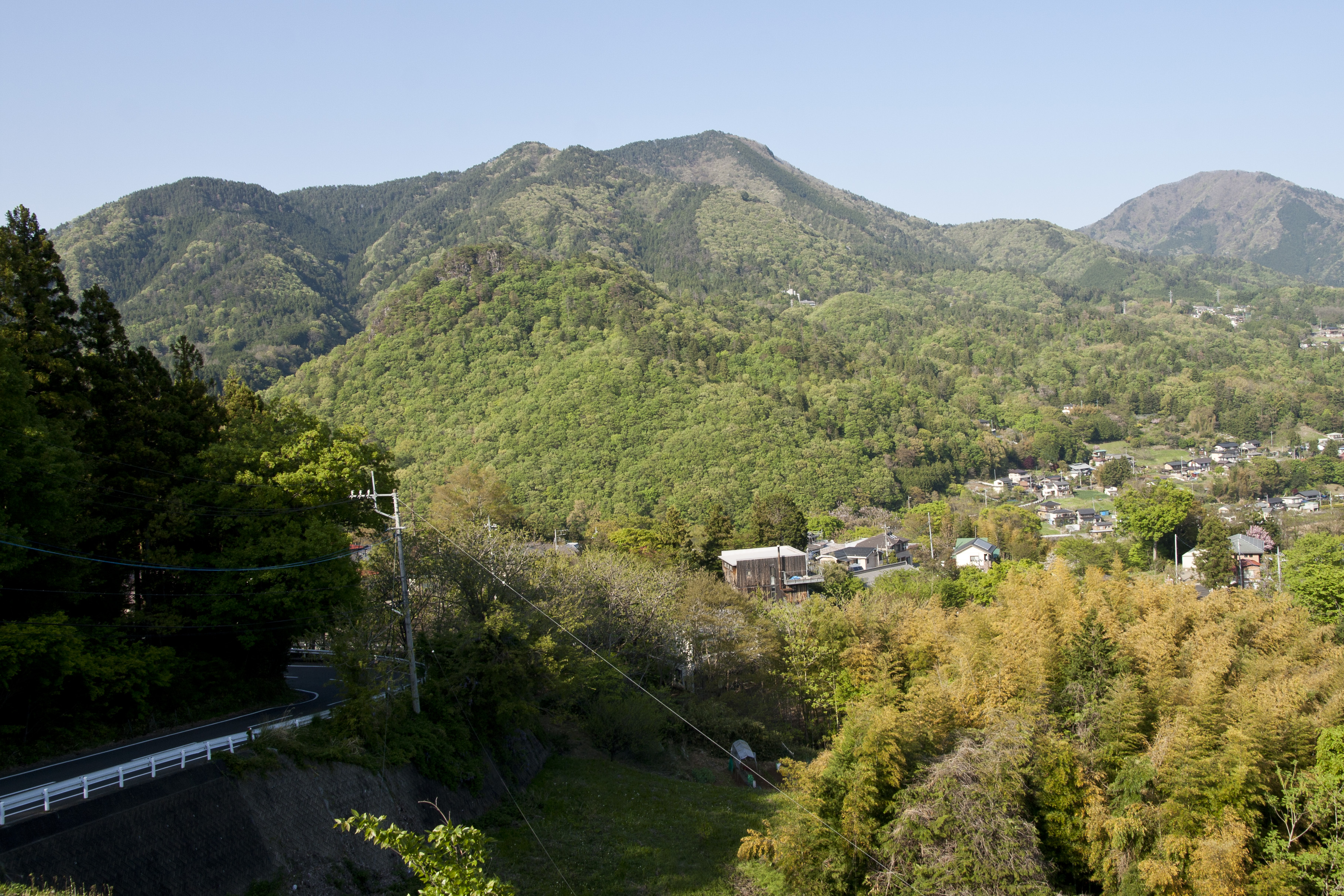
南西にある岩殿山麓から見た百蔵山
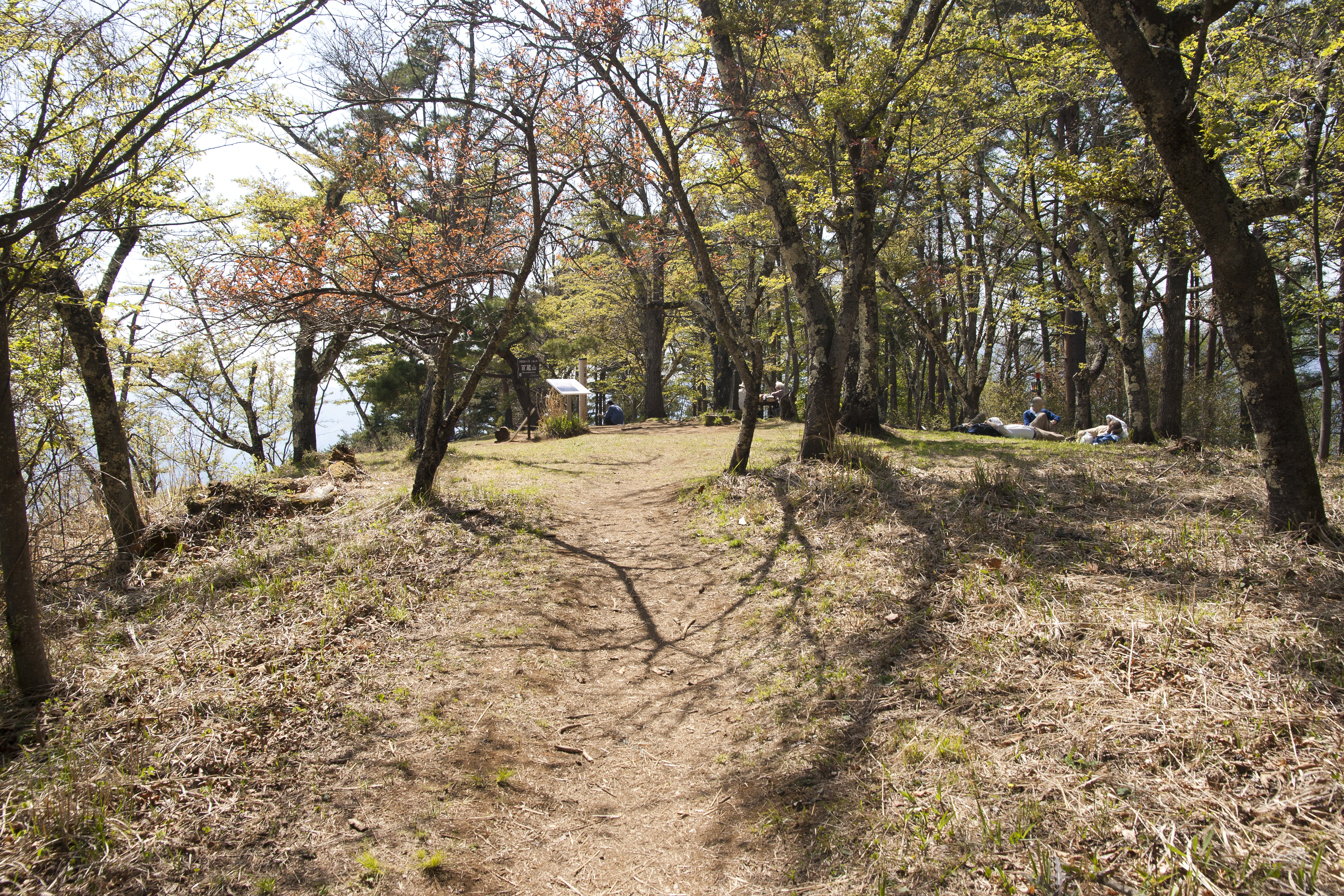
山頂

## 近隣の山
- 扇山
- 権現山